# Delta (Iowa)
Delta és una població dels Estats Units a l'estat d'Iowa. Segons el cens del 2000 tenia 410 habitants.

## Demografia
Segons el cens del 2000, Delta tenia 410 habitants, 172 habitatges, i 99 famílies. La densitat de població era de 158,3 habitants per km².
Dels 172 habitatges en un 26,2% hi vivien nens de menys de 18 anys, en un 43,6% hi vivien parelles casades, en un 7,6% dones solteres, i en un 42,4% no eren unitats familiars. En el 35,5% dels habitatges hi vivien persones soles el 19,8% de les quals corresponia a persones de 65 anys o més que vivien soles. El nombre mitjà de persones vivint en cada habitatge era de 2,38 i el nombre mitjà de persones que vivien en cada família era de 3,09.
Per edats la població es repartia de la següent manera: un 26,8% tenia menys de 18 anys, un 8,5% entre 18 i 24, un 26,1% entre 25 i 44, un 19,3% de 45 a 60 i un 19,3% 65 anys o més.
L'edat mediana era de 37 anys. Per cada 100 dones de 18 o més anys hi havia 88,7 homes.
La renda mediana per habitatge era de 27.019 $ i la renda mediana per família de 30.417 $. Els homes tenien una renda mediana de 27.500 $ mentre que les dones 18.333 $. La renda per capita de la població era de 14.516 $. Entorn del 20% de les famílies i el 25,4% de la població estaven per davall del llindar de pobresa.

## Poblacions més properes
El següent diagrama mostra les poblacions més properes.